# فضيحة رياضية
الفضيحة الرياضية يقصد بها الفضيحة، أي حدث أو نشاط مرتبط بالرياضة، يخالف الأنظمة القانونية أو العادات أو الأعراف العادية، ويؤدي الكشف عنه والإفصاح عنه إلى الجدل والغضب لدى الجمهور. يتضمن هذا في أغلب الأحيان أنشطة مثل التلاعب بنتائج المباريات وتعاطي المنشطات، ولكن بمعنى أوسع يمكن أن يشمل أحداثًا لا ترتبط مباشرة بالرياضة، ومن الأمثلة على ذلك السلوك الفاحش والعنيف لنجوم الرياضة خارج الملاعب الرياضية.